# Apolepis
Apolepis là một chi bọ cánh cứng trong họ Chrysomelidae.
Chi này được Baly miêu tả khoa học năm 1863.

## Các loài
Chi này gồm các loài:
- Apolepis philippina Medvedev, 2002